# Frank Kriz
Frank Kriz   (Nova York, 26 de març de 1894 - Nova York, 11 de gener de 1955) va ser un gimnasta artístic estatunidenc que va competir durant la dècada de 1920. Era membre del Sokol de Nova York i de l'Associació Gimnàstica de Bohèmia.
El 1920 va prendre part en els Jocs Olímpics d'Anvers, on fou desè en el concurs complet per equips del programa de gimnàstica. Quatre anys més tard, als Jocs de París, disputà les nou proves del programa de gimnàstica. Guanyà la medalla d'or en la prova del salt sobre cavall. En el concurs complet per equips fou cinquè, sisè en l'escalada de corda i vuitè en cavall amb arcs, com a millors resultats.
La seva tercera i darrera participació en uns Jocs fou el 1928, als Jocs d'Amsterdam, on disputà les set proves del programa de gimnàstica. Fou setè en el concurs complet per equips, com a resultat més destacat.
El 1922 i 1924 guanyà el campionat nacional de gimnàstica de l'Amateur Athletic Union. El 1959 fou un dels membres inaugurals del USA Gymnastics Hall of Fame.